# Bétonnière

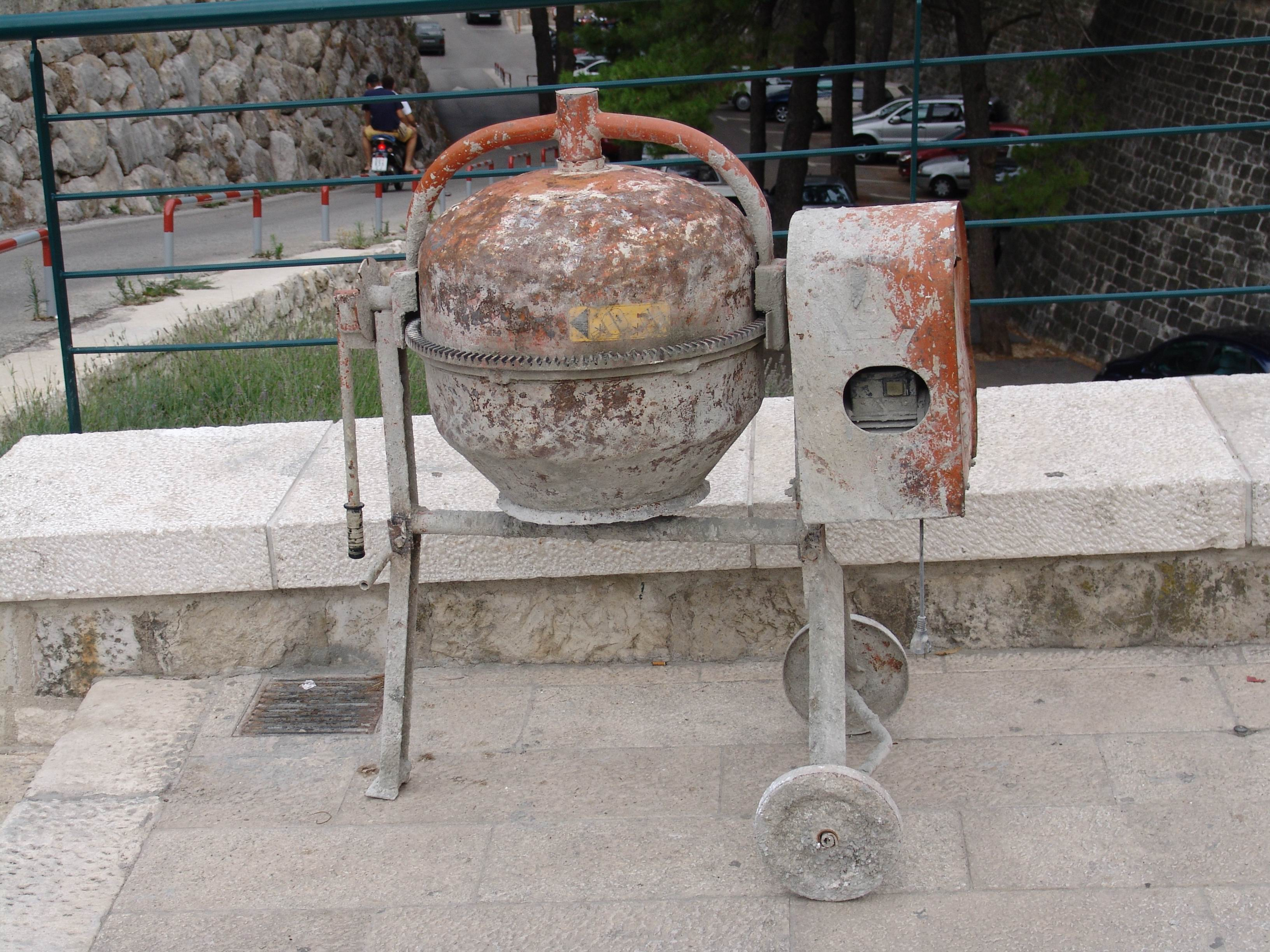
Petite bétonnière de chantier.

Une bétonnière ou plus communément appelée bétonneuse est une machine servant à malaxer les différents constituants du mortier (ciment ou chaux, sable, eau) ou du béton. Le mot bétonneuse est parfois employé à la place de bétonnière, mais il s'agit d'un barbarisme.

## Histoire
En 1863, quand la consommation de mortier est considérable, on a recours à l'emploi de machines mises en mouvement par des chevaux ou par la vapeur. On emploie fréquemment des roues mues par un manège, dans une auge circulaire qui contient le mortier. L'une des roues tourne contre le bord intérieur de l'auge, l'autre contre le bord extérieur. Elles mélangent et broient les matières qui leur sont incessamment ramenées par des rabots fixés à l'arbre du manège. Le fond de l'auge est dallé en matériaux très durs et garni d'une vanne pour donner à volonté écoulement au mortier fabriqué. Un manège à une ou deux roues est manœuvré par un cheval qui travaille cinq heures par jour de sorte qu'il faut deux chevaux pour faire la journée de dix heures. Le chemin suivi par le cheval a 4 mètres de rayon.

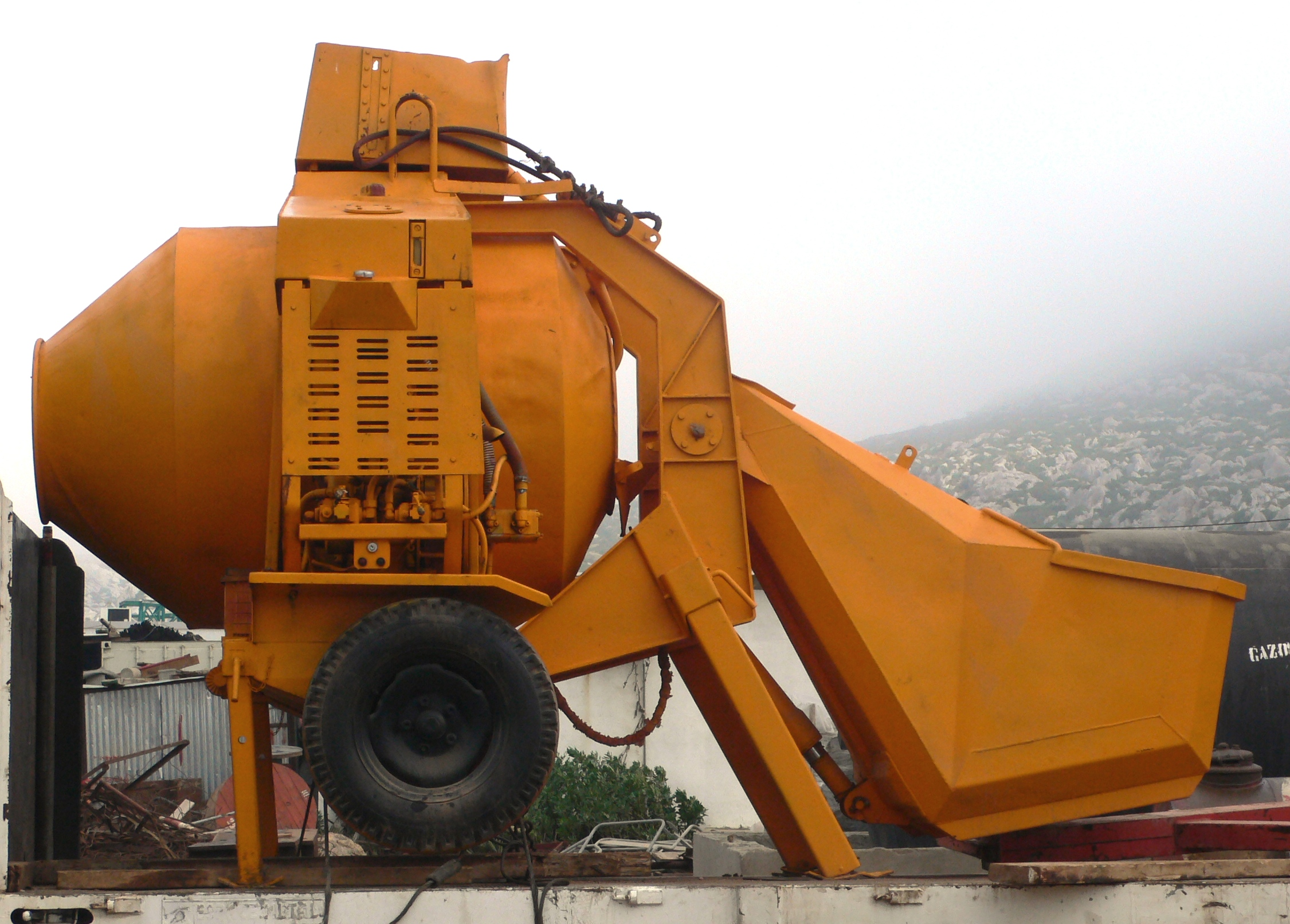
Bétonnière professionnelle avec benne de chargement.

Le modèle de base pèse quelques dizaines de kilos pour un encombrement de un mètre sur un mètre, pour un 1,5 mètre de haut environ, et comprend :
- une cuve basculante grâce à un volant de manœuvre ;
- un moteur thermique ou électrique ;
- un châssis muni de roues.

Le chargement des agrégats peut se faire manuellement (à la pelle) sur les bétonnières de petite capacité ou à l'aide d'une benne relevable par vérin hydraulique ou câble, pour les plus gros modèles.

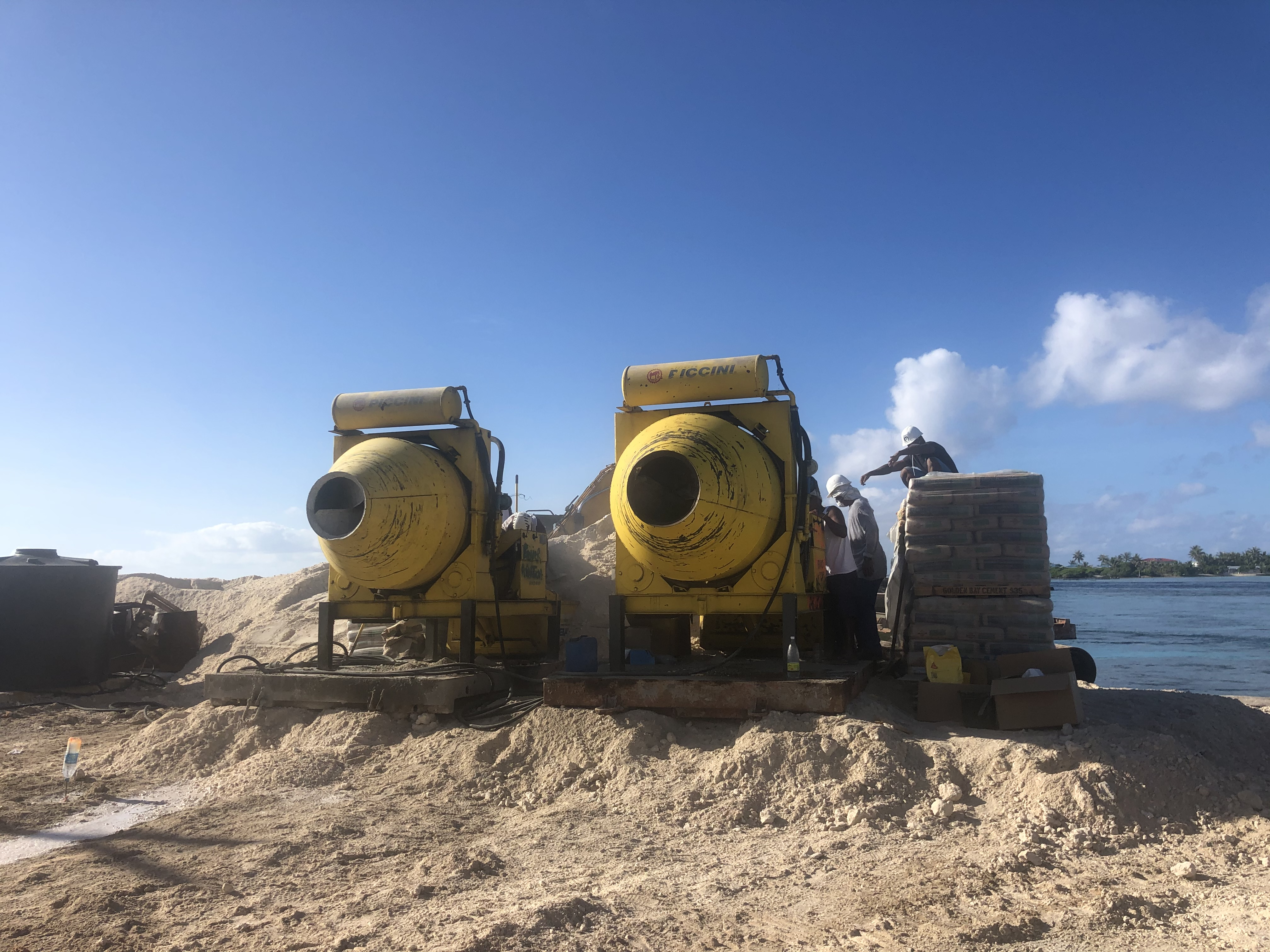
Deux bétonnières en Polynésie.

Les différents constituants du mortier ou du béton sont mélangés dans la cuve grâce à sa rotation et à la présence d'ailettes dont le rôle est de mixer les différents constituants.
La capacité des cuves varie de 50 à 200 litres pour les modèles à usage grand public (les modèles les plus courants en France ayant une capacité de 120 ou 160 litres) et peuvent aller jusqu'à 500 litres pour les modèles à usage professionnel (le modèle le plus courant en France ayant une capacité de 350 litres).
Sur la plupart de bétonnières de chantier, le bloc moteur est équipé d'une roue dentée sur son axe de sortie, qui entraîne une couronne dentée fixée sur la périphérie de la cuve. La bétonnière est dite alors « à couronne ».
Sur des modèles plus récents la transmission n'est plus visible, elle se fait directement sur le pivot de rotation de la cuve, situé dans sa partie basse. On dit alors que la bétonnière est « sans couronne » ou « silencieuse ».

## Centrale à béton

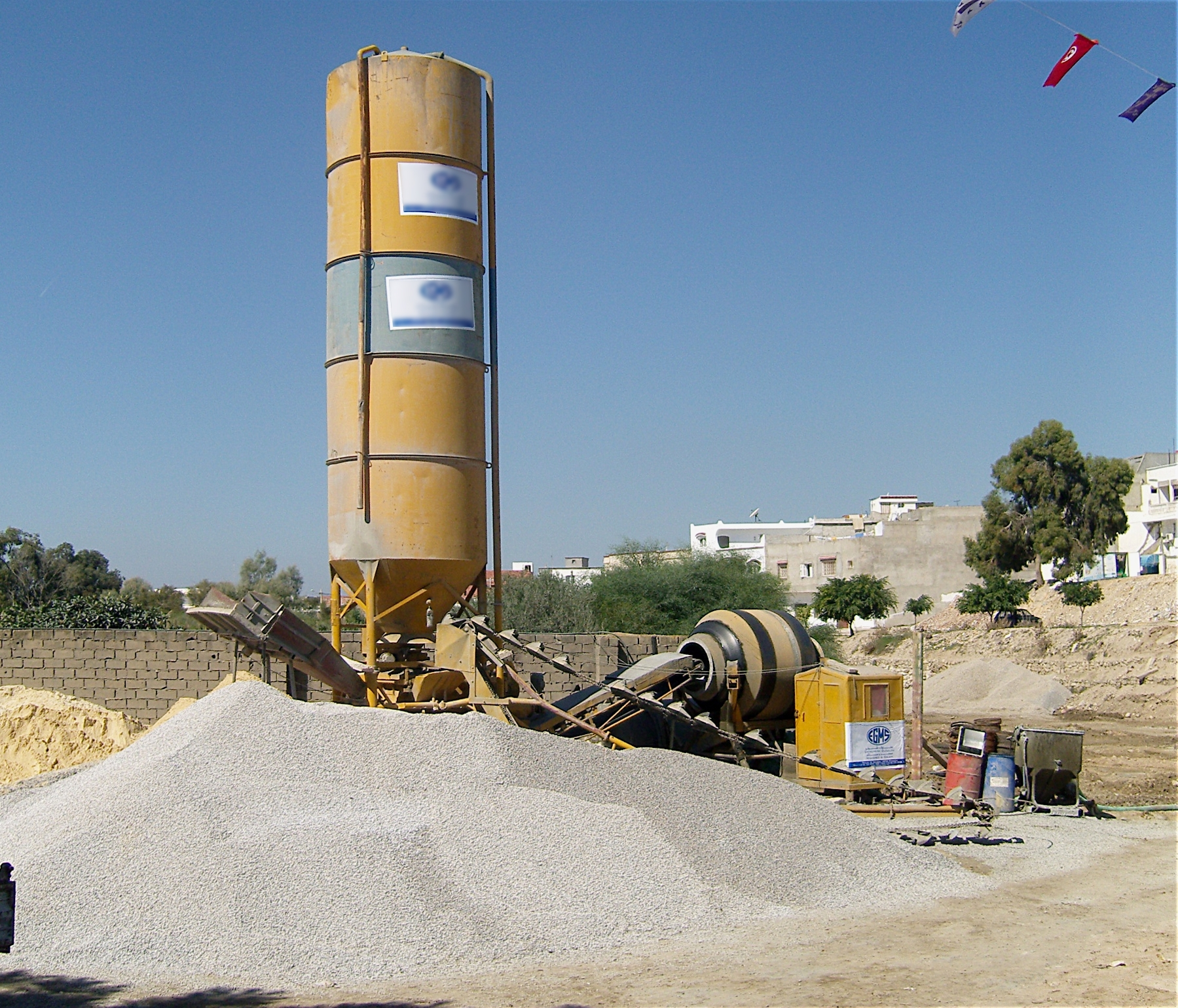
Centrale à béton sur chantier.

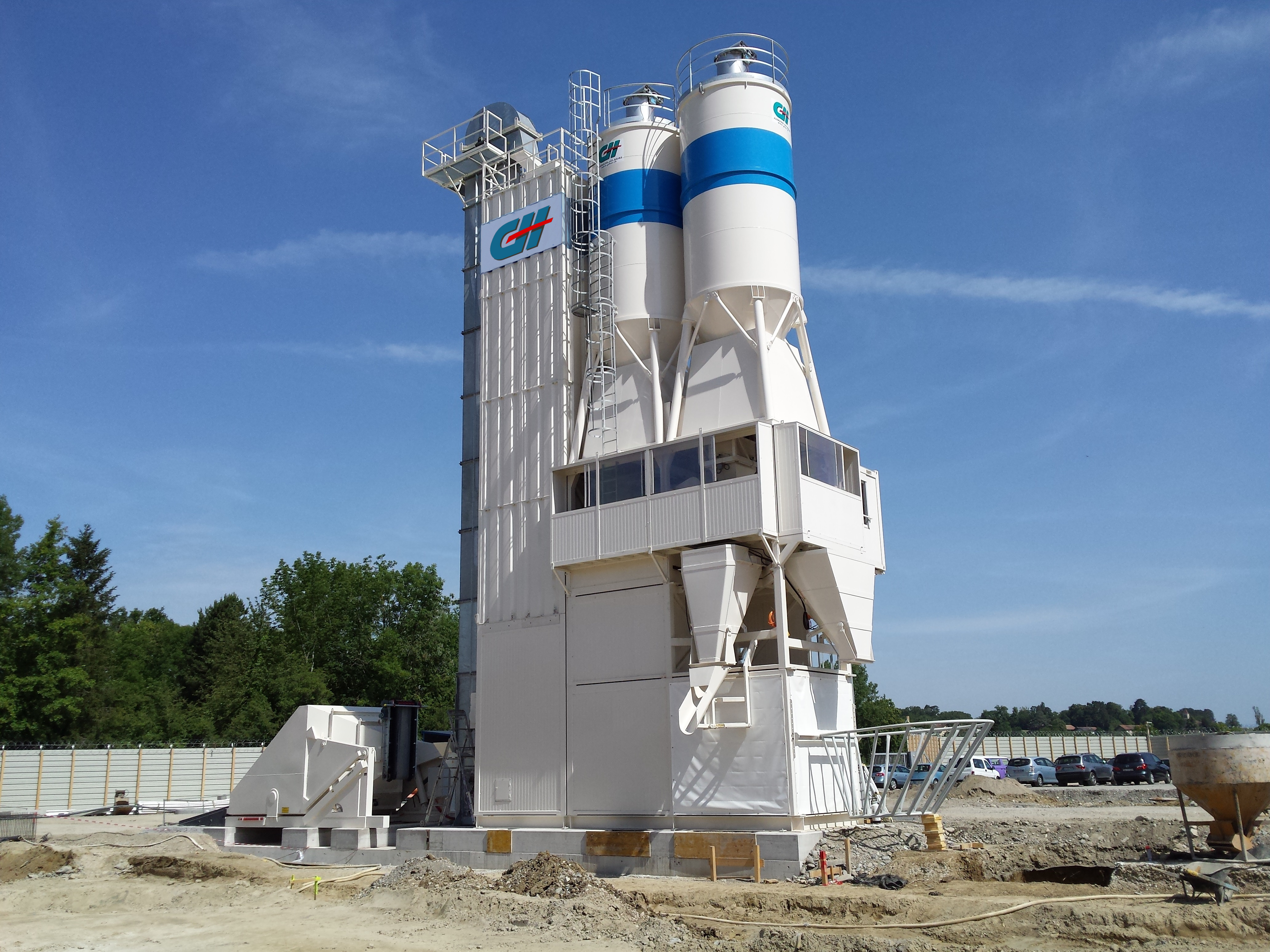
Centrale à béton, GH1000.

Sur les sites de production de béton prêt à l'emploi ou sur les gros chantiers on utilise des « centrales à béton », qui permettent de produire plus localement de grandes quantités de béton.
Il existe de nombreux types de centrales, mais elles se caractérisent toujours par des composants communs :
- un malaxeur horizontal ou vertical ;
- un dispositif de pesée des agrégats et du ciment ;
- un ou plusieurs silos de stockage du ciment et des éventuelles adjonctions (calcaire, cendres, additifs techniques antigel, de protection contre le sel, plastifiants...) ;
- des cuves de stockage des adjuvants ;
- des éléments permettant le chargement des agrégats et du ciment (trémies et tapis roulants ou skip (chargeur d'agrégats) vertical à câble pour l'alimentation de stockages verticaux, rayons raclants).

Les centrales actuelles sont équipées d'automates qui permettent la réalisation en continu de béton selon des formules préalablement saisies, tout en effectuant automatiquement des corrections de quantités d'eau en fonction de la teneur en eau des granulats. L'automatisation limite dans une certaine mesure l'exposition du personnel aux poussières de ciment et de silice, toutes deux sources de problèmes pour la santé.
À partir de 2019, à l'occasion du chantier du Grand Paris, et dans avec la volonté de s'inscrire dans l'économie circulaire, seront testées deux centrales à béton présentées comme à zéro déchets et zéro rejets, grâce à une vis à recycler et à une laveuse intégrées qui traitent les retours béton et l'eau de nettoyage. Les granulats du béton non-utilisés sont lavés et réintroduits dans le processus ou recyclés en graves.
- La première de ces centrales est fixe, installée à Issy-les-Moulineaux sur la berge de la Seine et dotée de 2 chaînes de production pour une capacité totale de 24 000 T/an. Elle devrait être approvisionnée à 90 % par transport fluvial (moins cher et moins polluant,tout en évitant 15 000 camions/an). Les fines récupérées au lavage sont transformées par un filtre a presse en galettes renvoyées en cimenterie pour produire du ciment[2] ;
- la seconde est trois fois plus petite mais mobile ; dans un premier temps elle est installée à Villejuif (Val-de-Marne), couvrant 1 500 m2 au sol, stockant jusqu'à 1 200 tonnes de granulats et 600 t de ciment, pour une capacité de 400 m3/jour de béton (70 000 t/an). Des bassins agités traitent les eaux alcalines de lavage (pour produire des matériaux ou pour le lavage des camions)[2].

### Législation: installation classée pour la protection de l'environnement en France
Selon la législation française, les centrales à béton sont des installations classées pour la protection de l'environnement (ICPE). En effet, ce type d'installation est concerné par la rubrique no 2518 de la nomenclature des installations classées (« installation de production de béton prêt à l'emploi équipée d'un dispositif d'alimentation en liants hydrauliques mécanisé, à l'exclusion des installations visées par la rubrique no 2522 ») :
- Les installations ayant une capacité de malaxage supérieure à 3 mètres cubes sont soumises à enregistrement. Afin de limiter leur impact environnemental, les exploitants de ces installations doivent notamment respecter les prescriptions techniques d'un arrêté ministériel daté du 8 août 2011[4].
- Les installations ayant une capacité de malaxage inférieure ou égale à 3 mètres cubes doivent être déclarées. Afin de limiter leur impact environnemental, les exploitants de ces installations doivent notamment respecter les prescriptions techniques d'un arrêté ministériel daté du 26 novembre 2011[5].

L'instruction des demandes d'enregistrement ainsi que le contrôle du respect des prescriptions techniques par les exploitants sont réalisés par l'inspection des installations classées.

## Modèles spécifiques
L'autobétonnière est un petit engin, muni d'un réservoir de type « toupie » mais qui à la différence des camions malaxeurs a pour rôle de fabriquer le béton et non simplement de le transporter. Le chargement des agrégats et du ciment se fait par l'avant grâce à une benne articulée relevée par vérins qui se remplit directement en avançant dans le tas. La vidange de l'autobétonnière se fait par inversion du sens de rotation.
Il existe également des bétonnières montées sur camion, fabriquant à la demande le béton sur le chantier : les constituants restent séparés dans différents réservoirs et se mélangent à l'arrière du camion, au moment d'être utilisés, dans un dégorgeoir à vis.

## Transport du béton

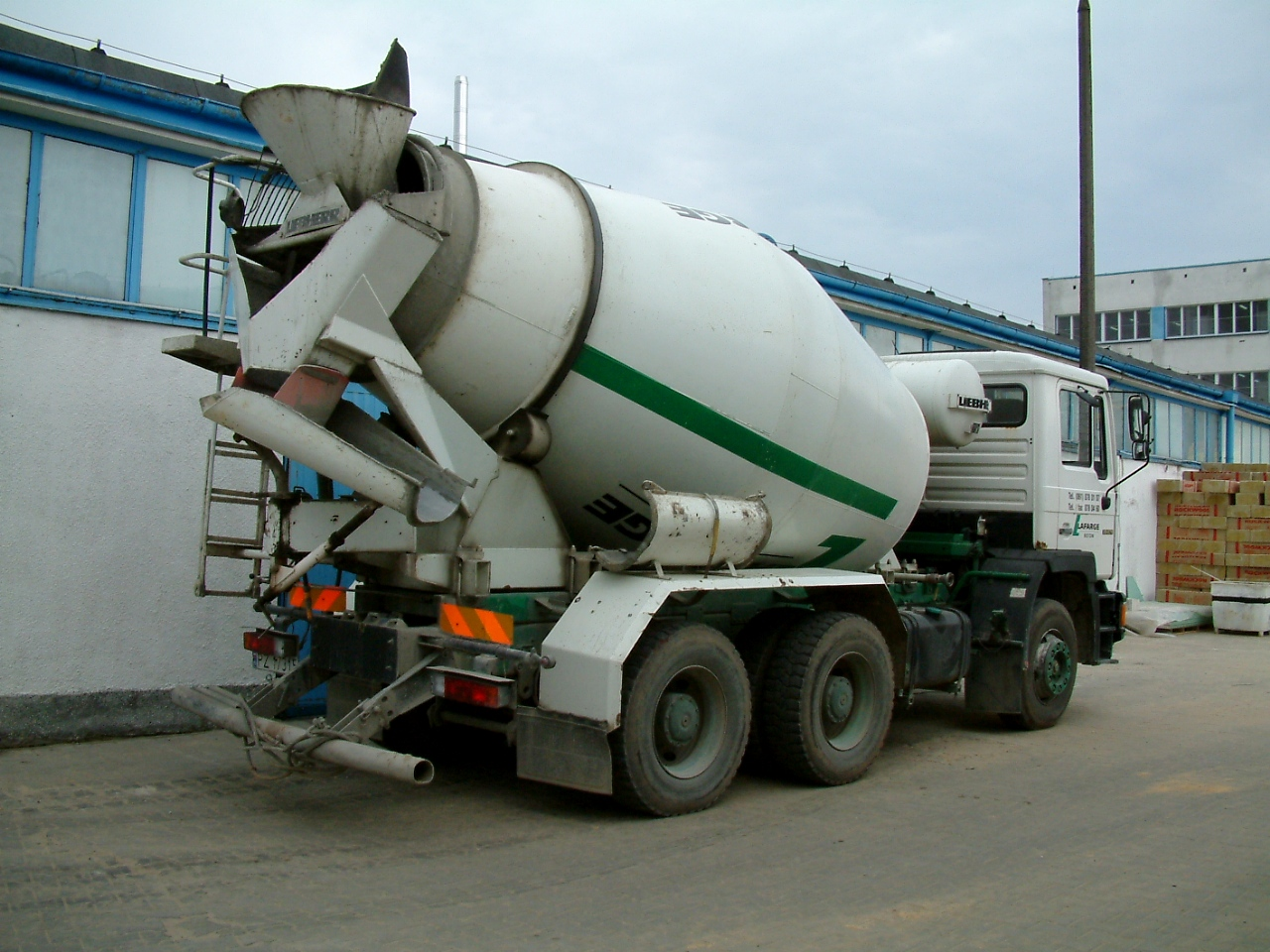
Camion malaxeur (toupie).

À défaut de bétonnière, ou pour de gros volumes, il est possible d'acheter du béton prêt à l'emploi (BPE). Un camion malaxeur, appelé camion toupie, sert à transporter le béton depuis la centrale jusqu'au chantier ; il maintient grâce à la rotation de sa cuve la consistance du béton qu'ils transporte.
Sur le chantier le transport du béton entre la centrale (ou le camion toupie) et l'ouvrage se fait à l'aide d'une pompe (fixe ou sur camion) ou d'une benne à béton levée à l'aide d'une grue.

## Pompe à béton

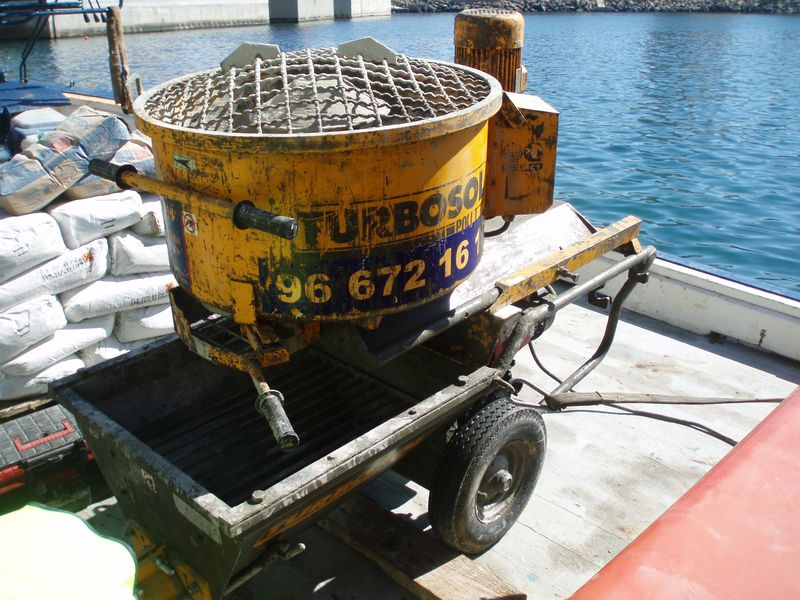
Une petite pompe à béton.

Une pompe à béton est un appareil servant à pousser le béton liquide dans un tuyau souple ou rigide, pour l'acheminer en hauteur ou au-delà d'un obstacle. 
Ces pompes sont couramment intégrées à des camions, d'où leurs noms de « pompes à béton ».